# ئی‌ام‌آی

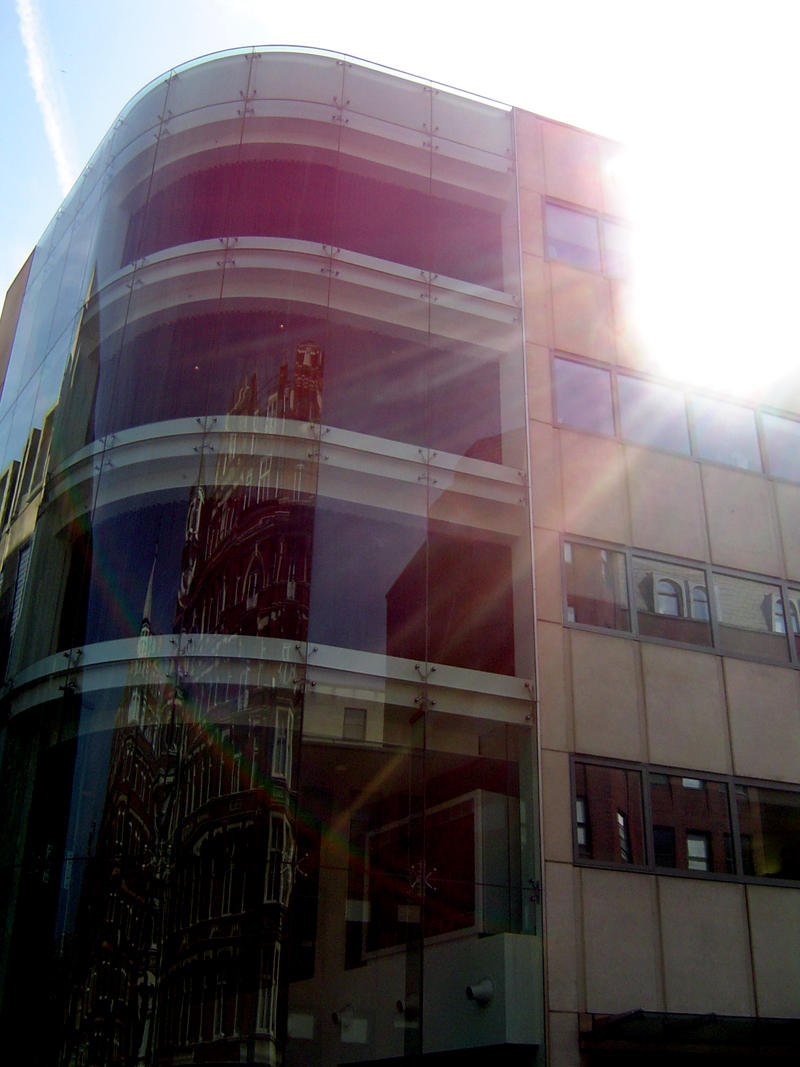
ساختمان مرکزی ئی‌ام‌آی در لندن

ئی‌ام‌آی (به انگلیسی: EMI) (در اصل سرواژه‌ی صنایع الکترونیک و موزیکال است که به آن ئی‌ام‌آی رکوردز لیمیتِد هم می‌گویند.) شرکت بریتانیایی ضبط و نشر موسیقی است، که دفتر مرکزی آن در شهر لندن، انگلستان قرار دارد. این شرکت تا پیش از منحل شدن در سال ۲۰۱۲ همواره در کنار شرکت‌های ئی‌ام‌آی رکوردز، پارلفون و کپیتال رکوردز به‌عنوان یکی از چهار شرکت بزرگ در صنعت موسیقی جهان شناخته می‌شد.
ئی‌ام‌آی در پی عدم پرداخت بدهی ۴ میلیارد دلاری، سپس مواجهه با مشکلات مالی، در ماه فوریه سال ۲۰۱۱ سرانجام به شرکت آمریکایی سیتی‌گروپ فروخته شد. اما مالکیت سیتی گروپ نیز موقت بود و در نوامبر ۲۰۱۱ بازوی موسیقی ئی‌ام‌آی را با ارزش ۱٫۹ میلیارد دلار، به شرکت تابعه‌ای از کمپانی ویوندی، یعنی یونیورسال میوزیک گروپ واگذار کرد. اندکی بعد سیتی گروپ بخش انتشارات شرکت ئی‌ام‌آی را نیز، با قیمت ۲٫۲ میلیارد دلار، به کمپانی انتشارات موسیقی سونی/ای‌تی‌وی فروخت.